# Наполеон (фільм, 1995)
Наполеон (англ. Napoleon) — австралійський сімейний фільм 1995 року режисера Маріо Андреаккіо про цуценя золотистого ретривера, яке втікає з дому, щоб стати диким собакою. Сценарій до фільму написали Маріо Андреаккіо, Майкл Буш'є та Марк Зальцман.

## Актори озвучення
- Джеймі Крофт — Наполеон, цуценя золотистого ретривера.
- Філіп Кваст — Бруно, рожевий какаду.
- Кейсі Семашко — Конан, пінгвіненя.
- Керол Скіннер — Кішка.

## Сюжет
У Сіднеї живе цуценя золотистого ретривера Бублик. Він називає себе Наполеоном та прагне жити з дикими собаками, виття яких чує здалеку. Внаслідок випадку, Бублик опиняється у кошику з повітряними кульками, і вилітає на ньому за межі міста.
До кошика підлітає рожевий какаду на ім'я Бруно та зголошується допомогти Наполеону. Він проколює кульки та кошик падає на узбережжя острова. Наполеон вважає, що це його шанс нарешті знайти диких собак, хоча Бруно радить йому повертатися додому.
Вночі Наполеон починає боятися. Дичастий жаборот попереджає Наполеона, що з домашніми тваринами стаються страшні речі у дикій природі, але Наполеон ігнорує його і йде далі. Він знаходить велике дерево, у якому живе божевільна кішка. Вона помічає Наполеона і, вважаючи, що він миша, починає переслідувати його. Наполеон втікає після того, як жаборот скидає кішку у водойму.
Наступного ранку Наполеон перетинає річку та проходить повз групу надокучливих веселкових лорікетів, які мавпують усе, що він каже. Наполеон знову зустрічає Бруно і зізнається, що насправді його звуть Бублик. Це почули лорікети та зелена деревна жаба, які починають співати та збиткуватися з нього. Наполеон підіймається на колоду, що лежить біля води, і та починає пливти. Бруно штовхає його у воду, щоб Наполеон навчився плавати, що йому і вдається. Після цього Бруно вирішує навчити Наполеона жити у дикій природі.
Наполеон вчиться полювати на групі кролів, але йому не вдається спіймати жодного і він починає їсти мох. Наступні уроки Бруно про дружніх та ворожих тварин, а також про сніжну погоду, Наполеон ігнорує. Він відчуває запах цукру і думає, що поряд є цукерки, хоча насправді це цукрова тростина. Зненацька у полі тростини починається пожежа, але Наполеону вдається втекти за допомогою Бруно. Під час їхньої розмови до них підкрадається кішка та намагається атакувати Бруно, але їй це не вдається. Бруно повертається до своєї зграї. Наполеон знову помічає кішку, що скрадається, і попереджає зграю Бруно про напад. Після сутички з грубою ящіркою, Наполеон та Бруно розходяться: Наполеон прагне знайти диких собак, а Бруно повертається до своєї зграї.
Наполеон помічає варана і чує, що він видає гучне гавкання. Він звертається до варана і з'ясовує, що той уміє імітувати багато різних звуків, у тому числі й гавкання, тож Наполеон примиряється з думкою, що завжди чув вдалині голос варана, а не диких собак. Починається дощ та повінь, від яких він намагається сховатися у печері. Там він помічає двох цуценят динго і рятує їх від повені. Повертається їхня мати, і Наполеон усвідомлює, що знайшов справжніх диких собак.
Мати-динго дозволяє Наполеону жити з нею та її цуценятами. Через деякий час вона цікавиться, чому Наполеон хотів жити з дикими собаками. Він пояснює, що хотів бути сміливим, живучи у дикій природі, але зізнається, що розчарований у такому житті. Мати-динго заспокоює його, нагадуючи, що його мужність привела його так далеко і допомогла врятувати її цуценят, що і є справжнім виявом духу дикого собаки. Бажаючи повернутись додому, Наполеон отримує допомогу від кенгуру, який доставляє його прямо до того місця, де він приземлився. Виявляється, що в його кошику оселився молодий пінгвін, який нагадує йому його самого: він хоче бути дикою та сміливою твариною. Тієї ночі Наполеон планує повернутися додому у кошику, але плани руйнує повернення кішки. За допомогою пінгвіна Наполеон штовхає кішку в кошик і хвилі несуть її у відкриті води. 
Наполеона, який досі хоче повернутися додому, знову рятує Бруно: він з'являється з черепахою, яка забирає Наполеона назад. Наполеон повертається додому і його мати погоджується більше не називати його Бубликом. Після затемнення, але перед титрами, показано, як кішка перебирається через паркан і нарешті усвідомлює, що Наполеон — не миша. Вона каже: «Собаці — собача смерть» та залишає кадр.

## Саундтрек
1. How Far I'll Fly (03:02)
2. Out To Sea (01:17)
3. Free At Least (01:11)
4. Next Day (00:44)
5. Rude Koala (03:52)
6. Muffin (01:27)
7. Wild Dog (02:23)
8. Snow Playtime (02:00)
9. My Hills to Climb (02:17)
10. Porky-Pine (01:40)
11. Goodbye (00:54)
12. Funny, You Don't Look... (02:34)
13. Kangaroo La Roo (01:04)
14. Get Plucked (01:44)
15. Turtle Ferry (01:39)
16. How Far I'll Fly (Reprise) (03:41)[3]

## Виробництво
На момент виходу Наполеон був найдорожчим незалежним фільмом, виробленим у Південній Австралії. На зйомку фільму режисера Маріо Андреаккіо надихнув перегляд іншої стрічки — Пригоди Майло та Отиса. Під час зйомок головну роль виконували 64 різні цуценяти.

## Реліз
Наполеон зібрав $2,051,855 у прокаті в Австралії у 1995 році. У Японії фільм демонстрували у 87 кінозалах під назвою Культа, що у перекладі з фінської означає «золото». За словами Андреаккіо, оригінальну англійську назву японська публіка помилково прийняла за назву сорту бренді.
У Сполучених Штатах фільм було одразу випущено на VHS 11 серпня 1998 році. Для американської версії студія Metro-Goldwyn-Mayer зробила власне озвучення.
Українською мовою фільм було озвучено студією 1+1 за участі акторів Юрія Коваленка та Людмили Ардельян на початку 2000-х.

## Критика
У США не було прес-показів фільму, проте все ж він отримав хороші відгуки, зокрема, 3 зірочки із 4 від оглядача New York Daily News. Попри те, що фільм у прокаті не окупився, він став культовим пізніше.

## Цікаві факти
- Цуценят динго, яких Наполеон врятував від повені, звуть Сід і Ненсі[en].